# 菲利普斯頓 (麻薩諸塞州)
菲利普斯頓（英語：Phillipston）是一個位於美國麻薩諸塞州烏斯特縣的鎮。

## 人口
根據2020年美國人口普查的數據，菲利普斯頓的面積為63.80平方千米，當中陸地面積為62.80平方千米，而水域面積為1.00平方千米。當地共有人口1724人，而人口密度為每平方千米27人。